# 北海道医療大学
北海道医療大学（ほっかいどういりょうだいがく、英語: Health Sciences University of Hokkaido）は、北海道石狩郡当別町にある私立大学。学校法人東日本学園によって運営されている。

## 概要
1974年2月に佐々木真太郎を中心に、北海道知事堂垣内尚弘が協力して、東日本学園大学（ひがしにほんがくえんだいがく）として設立した。佐々木の息子糸山英太郎が所有する音別町（現・釧路市）の土地に学園都市を構想し、雄別炭鉱尺別鉱業所閉山による国から音別町への交付金から一部出資し音別校舎（教養部）を設置した。大学機能の大半を当別町に置いたことから、1985年に音別校舎を廃止して当別町へ移転・統合した。1994年に現校名へ改名した。
「保健・医療・福祉の連携と統合」を教育理念とし、薬学部、歯学部、看護福祉学部、心理科学部、リハビリテーション科学部、医療技術学部の6学部9学科からなる医療系総合大学としてカリキュラムを構成する。医学部は設置していないが、近年の医師不足を背景に設置を検討し、釧路市立病院を提携病院として札幌または近郊に医学部の設置を計画したが、釧路地域の医師不足解消に資さないことから計画を変更し、2013年に理学療法士・作業療法士を養成するリハビリテーション科学部を設置した。
附属病院として北海道医療大学病院、歯科衛生士専門学校として北海道医療大学歯学部附属歯科衛生士専門学校を設置している。
診療費補助制度として在学生は、北海道医療大学病院や歯科クリニックで保険診療を受けた場合に自己負担分全額を後援会が補助し、実質無料で受診となる。保険適用外の診療も、治療費の半額を補助する。
1993年から看護師と保健師の大学教育を北海道で初めて開始し、1998年から看護学修士、2000年から看護学博士を輩出している。現在は認定看護師研修センター、専門看護師養成、特定看護師 (NP=nurse practitioner) 養成コースを開設している。
2028年度を目処に当別町から北広島市へ移転し、一部学部は当別町に残す予定である。

## 沿革
- 1974年（昭和49年）- 東日本学園大学として設立。薬学部（薬学科・衛生薬学科）を開設。当別校舎（本部）と音別校舎（教養部）を設置。
- 1978年（昭和53年）- 歯学部（歯学科）を開設。大学院薬学研究科薬学専攻修士課程を開設。歯学部附属病院を開設。
- 1982年（昭和57年）- アイソトープ研究センターを開設。大学院薬学研究科薬学専攻博士課程を開設。
- 1984年（昭和59年）- 歯学部附属歯科衛生士専門学校を開設。
- 1985年（昭和60年）- 音別校舎を閉鎖し、教養部を本部へ移転・統合。
- 1986年（昭和61年）- 薬学専攻科医療薬学専攻を開設。佐々木記念館・総合図書館を設置。
- 1988年（昭和63年）- 大学院歯学研究科歯学専攻博士課程を開設。動物実験センターを設置。
- 1990年（平成2年）- 札幌医療福祉専門学校を開校。医療科学センター医科歯科クリニックを開設。
- 1993年（平成5年）- 看護福祉学部（看護学科・臨床福祉学科〈医療福祉専攻・臨床心理専攻〉）を開設。
- 1994年（平成6年）- 法人名を学校法人東日本学園、大学名を北海道医療大学に改称。医療科学センターを設置。茨戸教育研修センターを設置。20周年記念会館を設置。
- 1996年（平成8年）- 薬学部に総合薬学科を開設（学科を改組）。大学院薬学研究科医療薬学専攻修士課程を開設。保健管理センターを設置。
- 1997年（平成9年）- 大学院看護福祉学研究科看護学専攻修士課程、同研究科臨床福祉・心理学専攻修士課程を開設。
- 1998年（平成10年）- 情報センターを設置。
- 1999年（平成11年）- 大学院看護福祉学研究科看護学専攻博士課程、同研究科臨床福祉・心理学専攻博士課程を開設。
- 2000年（平成12年）- NICEセンターを開設。学友会館を設置。
- 2001年（平成13年）- サテライトキャンパスを開設。
- 2002年（平成14年）- 個体差健康科学研究所を開設、医科学センターを廃止。心理科学部（臨床心理学科・言語聴覚療法学科）を開設。看護福祉学部の医療福祉学科を臨床福祉学科へ名称変更。
- 2003年（平成15年）- 心理臨床・発達支援センターを設置。
- 2004年（平成16年）- 札幌医療福祉専門学校を閉校。大学院看護福祉学研究科臨床福祉学専攻修士課程・博士課程を開設。大学院心理科学研究科臨床心理学専攻修士課程・博士課程を開設。
- 2005年（平成17年）- 看護福祉学部医療福祉学科臨床心理専攻廃止。認定看護師研修センターを設置。北海道医療大学病院、歯科内科クリニック、個体差医療科学センターを開設。
- 2006年（平成18年）- 薬学専攻科医療薬学専攻を廃止。大学院心理科学研究科言語聴覚学専攻修士課程・博士課程を開設。薬学部薬学科（6年制）を開設。
- 2007年（平成19年）- 看護福祉学部医療福祉学科を廃止。大学教育開発センターを設置。
- 2008年（平成20年）- 大学院看護福祉学研究科臨床福祉・心理学専攻を廃止。看護福祉学部臨床福祉学科に教職課程を開設。
- 2009年（平成21年）- 北方系伝統薬物研究センターを設置。
- 2010年（平成22年）- 大学院薬学研究科生命薬学科学専攻修士課程を設置。歯学部附属歯科衛生士専門学校を開設（3年制）。薬剤師支援センターを設置。
- 2011年（平成23年）- 大学院薬学研究科医療薬学専攻修士課程を廃止。歯学部附属歯科衛生士専門学校を廃止（2年制）。
- 2012年（平成24年）- 大学院薬学研究科薬学専攻修士課程を廃止。大学院薬学研究科薬学専攻博士課程を開設。
- 2013年（平成25年）- 薬学部総合薬学科を廃止。リハビリテーション科学部（理学療法学科・作業療法学科）を開設。大学院リハビリテーション科学研究科リハビリテーション科学専攻修士課程を開設。国際交流推進室を設置。
- 2014年（平成26年）- 大学院薬学研究科薬学専攻博士（後期）課程を廃止。歯科内科クリニック（内科）を廃止。医療機関名を北海道医療大学歯科クリニックに名称変更。地域連携推進室を設置。
- 2015年（平成27年）- NICEセンターを廃止。リハビリテーション科学部に言語聴覚療法学科を開設。大学院リハビリテーション科学研究科リハビリテーション科学専攻に博士課程を開設。地域包括ケアセンターを開設。
- 2016年（平成28年）- がん予防研究所を設置。保健管理センターを保健センターへ名称変更。
- 2017年（平成29年）- アドミッションセンターを設置。個体差健康科学研究所を健康科学研究所へ名称変更。個体差医療科学センターを予防医療科学センターへ名称変更。国際交流推進室を国際交流推進センターへ名称変更。地域連携推進室を地域連携推進センターへ名称変更。
- 2018年（平成30年）- IR推進センターを設置。
- 2019年（平成31年/令和元年）- 医療技術学部臨床検査学科を開設（札幌あいの里キャンパス）。大学教育開発センターを全学教育推進センターへ名称変更。
- 2020年（令和2年）- 心理臨床・発達支援センターをこころの相談センターへ名称変更。健康科学研究所とがん予防研究所を廃止し、先端研究推進センターを設置。
- 2022年（令和4年）- 株式会社北海道医療大学パートナーズ設立
- 2023年（令和5年）- 5年後の2028年度を目処に北広島市Fビレッジ敷地内へ移転を発表。一部学部は当別キャンパスに残す。
- 2025年（令和7年）- 大学院医療技術科学研究科 臨床検査学専攻博士課程を開設予定。

## 大学の構成

### キャンパス

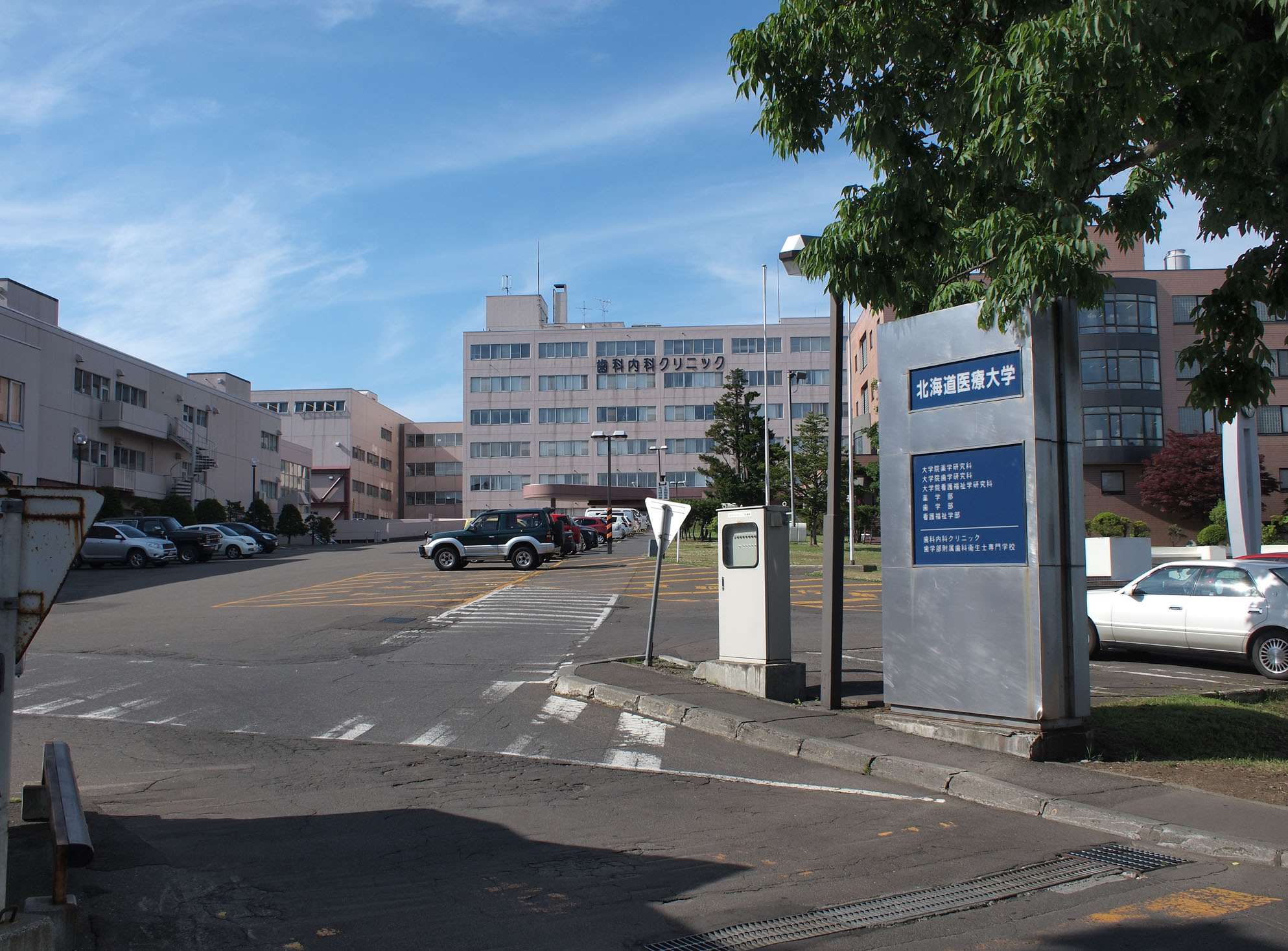
当別キャンパス（2011年7月）

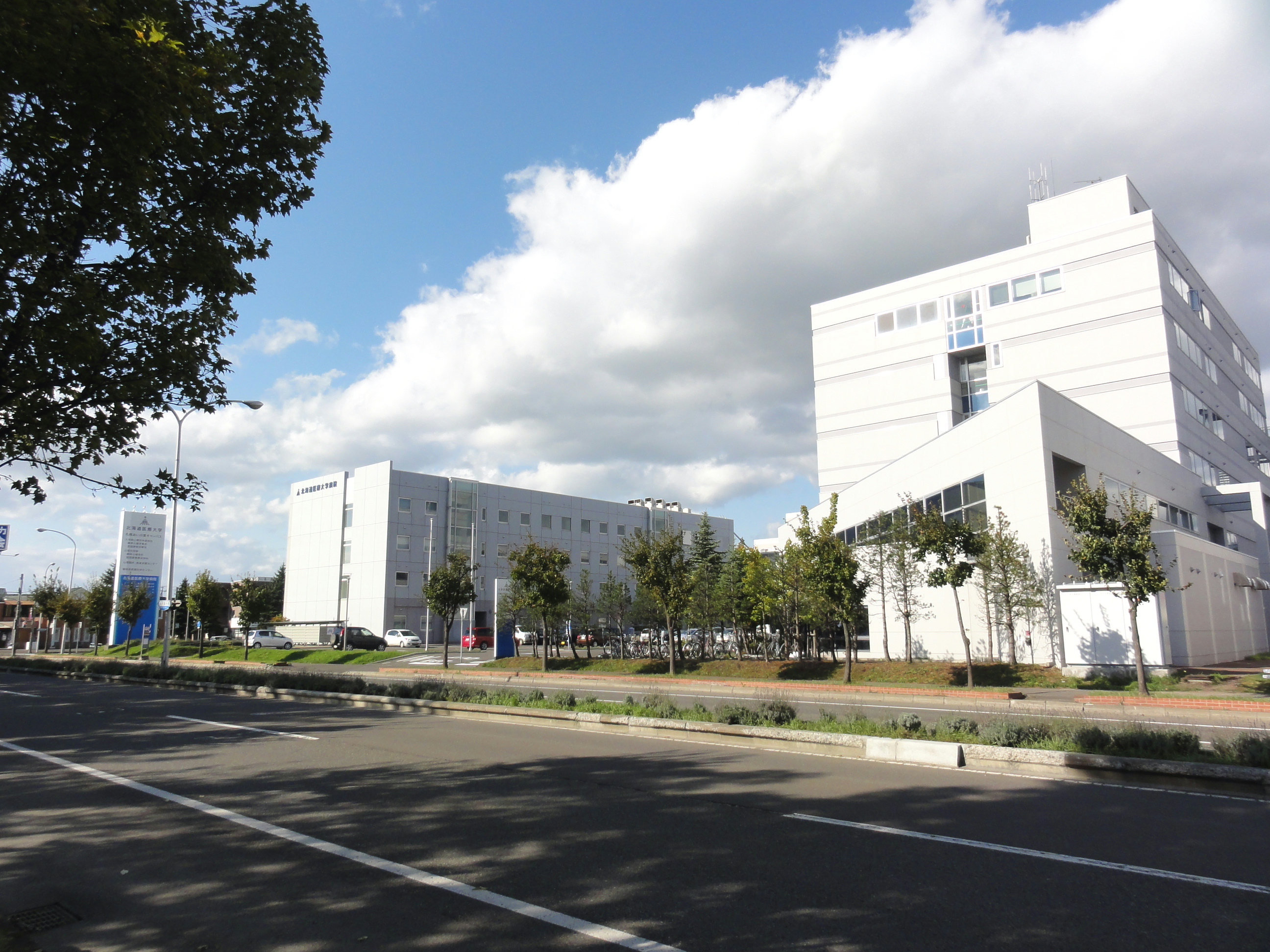
あいの里キャンパス（2012年10月）

- 当別キャンパス（石狩郡当別町）- 薬学部・歯学部・看護福祉学部・心理科学部・リハビリテーション科学部／大学院薬学研究科・歯学研究科・看護福祉学研究科・リハビリテーション科学研究科
- あいの里キャンパス（札幌市北区）- 医療技術学部／大学院心理科学研究科
- 札幌サテライトキャンパス（札幌市中央区、アスティ45）

### 学部・学科
- 薬学部
  - 薬学科
- 歯学部
  - 歯学科
- 看護福祉学部
  - 看護学科
  - 福祉マネジメント学科
- 心理科学部
  - 臨床心理学科
- リハビリテーション科学部
  - 理学療法学科
  - 作業療法学科
  - 言語聴覚療法学科
- 医療技術学部
  - 臨床検査学科

※医療技術学部を除く各学部に大学院を有する。

### 大学院
- 歯学研究科
- 薬学研究科
- 看護福祉学研究科
- 心理科学研究科
- リハビリテーション科学研究科
- 医療技術学研究科

### 専門学校
- 北海道医療大学歯学部附属歯科衛生士専門学校
  - 歯科衛生科
- 札幌医療福祉専門学校（2005年廃止）

### 医療機関
- 北海道医療大学病院（札幌市北区あいの里）
- 北海道医療大学歯科クリニック（石狩郡当別町）

### 付属施設・研究所
- 総合図書館
- 保健センター
- 情報センター
- 全学教育推進センター
- 予防医療科学センター
- 健康科学研究所
- がん予防研究所
- 薬用植物園
- 北方系伝統薬物研究センター
- 動物実験センター
- アイソトープ研究センター
- 認定看護師研修センター
- 薬剤師支援センター
- 心理臨床・発達支援センター
- 地域包括ケアセンター
- 国際交流推進センター
- 地域連携推進センター
- IR推進センター

### 住環境
- 当別アパート組合

## 大学関係者と出身者
- 北海道医療大学の人物一覧